# Arborfield and Newland
Arborfield and Newland est une paroisse civile du Berkshire, en Angleterre.